# Florence Barker
Florence Barker, później Ashworth (ur. 23 marca 1908 w Manchesterze, zm. w 1986 w Penzance) – brytyjska pływaczka. Srebrna medalistka olimpijska z Paryża.
Zawody w 1924 były jej jedynymi igrzyskami olimpijskimi. Medal zdobyła w sztafecie w stylu dowolnym. Partnerowały jej Iris Tanner, Constance Jeans i Grace McKenzie.